# 疯狂的兔子
《疯狂的兔子》是一部中国电影，1998年由中国儿童电影制片厂出品，少儿电影导演崔小芹、孟卫兵导演，是一部科幻儿童电影。影片编剧张之路后有推出同名小说（有些出版社出版时书名为《极限幻觉》，实际为同一部小说）。

## 剧情
在未来时代的某城市。艺术学校的女生然然非常喜欢邻家的小弟弟豆豆，上学放学都带他一起走，一天在地铁里豆豆看着兔子的海报，然然见后也抬眼看海报，转眼豆豆失踪了。然然十分焦急，她到处寻找豆豆，班里同学也都帮助寻找，还将寻人启事输入互联网，但没有一点线索。
与此同时，这个城市突然降临了“不明飞行物”，它有先进的超磁场屏幕掩护，谁也看不见它。宇航局安全处敏感地发现了异常，派去侦察的两个特工莫名其妙地失去了记忆。局长调回寻找豆豆的侦察员叶云，给他看监控录像：从雾霭迷朦中走出一个孩子样的人，很快就消失得无影无踪。然然的班上来了个转学生，他自称叫李大米，可他长得太像豆豆了，只是多了一副眼镜和长长的头发。
李大米随身带着一个神奇的游戏光盘，如果谁玩光盘里的游戏，再喊五遍“疯狂的兔子”，光盘里的兔子就会一跃而出，跳到那人的衣服上，擦也擦不掉。如果脱掉衣服，就会看到兔子已印到皮肤上，洗也洗不掉，上面还有“疯狂的兔子”五个字。李大米热心地让每个人玩，身上印上兔子的同学都变得疯狂了，失去了理智，野蛮凶恶。
一天，李大米终于邀请然然也来玩他的游戏。然然看到善良的同学变的如此疯狂，拒绝玩游戏，失去理性的“兔子”们砸坏了她心爱的小提琴。城市里“疯狂的兔子”越来越多，像瘟疫一般。於是豆豆開始尋找她與李大米的联系和停止“瘋狂的兔子”蔓延的方法

## 书籍
- 张之路. . 中国电影出版社. 1995-10. ISBN 9787106025717.
- 张之路. . 中国电影出版社. 2006-10  [2018-06-05]. ISBN 9787106025717. （原始内容存档于2018-06-13）.
- 张之路. . 人民文学出版社 天天出版社. 2010-08. ISBN 9787501602995.
- 张之路. . 天天出版社. 2012-01. ISBN 9787501605385.